# فرودگاه پورت هوپ (پیترز فیلد)
فرودگاه پورت هوپ (پیترز فیلد) (به انگلیسی: Port Hope (Peter's Field) Aerodrome) یک فرودگاه خصوصی است که یک باند فرود چمن دارد و طول باند آن ۹۷۵ متر است. این فرودگاه در کشور کانادا قرار دارد و در ارتفاع ۱۷۱ متری از سطح دریا واقع شده است.